# Hemiodus argenteus
Hemiodus argenteus är en fiskart som beskrevs av Pellegrin, 1909. Hemiodus argenteus ingår i släktet Hemiodus och familjen Hemiodontidae. Inga underarter finns listade i Catalogue of Life.